# Daniel Caligiuri
Daniel Caligiuri (Villingen-Schwenningen, 15 gennaio 1988) è un ex calciatore tedesco, di ruolo attaccante o centrocampista.

## Biografia
Nato in Germania da genitori originari di San Nicola dell'Alto, in provincia di Crotone, possiede anche il passaporto italiano. Anche suo fratello Marco è stato un calciatore.

## Caratteristiche tecniche
Gioca prevalentemente come ala destra, ma essendo ambidestro può essere schierato anche sulla fascia opposta. Possiede un buon dribbling, ed è abile soprattutto nell'effettuare assist ai compagni.

## Carriera

### Club
Dopo aver militato per 2 anni nella formazione "B" del Friburgo, esordisce in prima squadra il 7 novembre 2009, all'età di 23 anni, contro il Bochum, rendendosi subito protagonista e fornendo un assist sul primo gol a Heiko Butscher nella partita che terminerà 2-1 per la sua squadra. Con il Friburgo in tutto gioca 4 stagioni in prima squadra, diventando il fulcro della squadra e mettendo a referto 93 presenze e 11 reti. Il 1º luglio 2013 è stato acquistato dal Wolfsburg per 4.500.000 euro. Il 30 maggio 2015 vince la Coppa di Germania, la prima nella storia del Wolfsburg. Gioca con i lupi fino al gennaio 2017, quando si trasferisce allo Schalke 04. Nell'estate 2020 passa all'Augusta, restandovi fino al 2023. Al termine della stagione 2022-2023 resta svincolato.

### Nazionale
Convocabile sia dalla nazionale tedesca che da quella italiana, accetta la chiamata di quest'ultima il 31 maggio 2015 quando viene incluso dal commissario tecnico Antonio Conte all'interno di uno stage in vista delle qualificazioni a Euro 2016 contro la Croazia; tuttavia il 6 giugno viene escluso dalla lista finale dei convocati ed in seguito non viene più preso in considerazione.

## Statistiche

### Presenze e reti nei club
| Stagione           | Squadra            | Campionato         | Campionato | Campionato | Coppe nazionali | Coppe nazionali | Coppe nazionali | Coppe continentali | Coppe continentali | Coppe continentali | Altre coppe | Altre coppe | Altre coppe | Totale | Totale |
| Stagione           | Squadra            | Comp               | Pres       | Reti       | Comp            | Pres            | Reti            | Comp               | Pres               | Reti               | Comp        | Pres        | Reti        | Pres   | Reti   |
| ------------------ | ------------------ | ------------------ | ---------- | ---------- | --------------- | --------------- | --------------- | ------------------ | ------------------ | ------------------ | ----------- | ----------- | ----------- | ------ | ------ |
| 2006-2007          | Friburgo II        | OL                 | 3          | 0          | -               | -               | -               | -                  | -                  | -                  | -           | -           | -           | 3      | 0      |
| 2007-2008          | Friburgo II        | OL                 | 13         | 2          | -               | -               | -               | -                  | -                  | -                  | -           | -           | -           | 13     | 2      |
| 2008-2009          | Friburgo II        | RS                 | 32         | 7          | -               | -               | -               | -                  | -                  | -                  | -           | -           | -           | 32     | 7      |
| 2009-2010          | Friburgo II        | RS                 | 19         | 13         | -               | -               | -               | -                  | -                  | -                  | -           | -           | -           | 19     | 13     |
| 2010-2011          | Friburgo II        | RS                 | 1          | 0          | -               | -               | -               | -                  | -                  | -                  | -           | -           | -           | 1      | 0      |
| 2011-2012          | Friburgo II        | RS                 | 2          | 1          | -               | -               | -               | -                  | -                  | -                  | -           | -           | -           | 2      | 1      |
| Totale Friburgo II | Totale Friburgo II | Totale Friburgo II | 70         | 23         |                 |                 |                 |                    |                    |                    |             |             |             | 70     | 23     |
| 2009-2010          | Friburgo           | BL                 | 16         | 0          | CG              | 0               | 0               | -                  | -                  | -                  | -           | -           | -           | 16     | 0      |
| 2010-2011          | Friburgo           | BL                 | 23         | 0          | CG              | 2               | 0               | -                  | -                  | -                  | -           | -           | -           | 25     | 0      |
| 2011-2012          | Friburgo           | BL                 | 25         | 6          | CG              | 1               | 0               | -                  | -                  | -                  | -           | -           | -           | 26     | 6      |
| 2012-2013          | Friburgo           | BL                 | 29         | 5          | CG              | 4               | 3               | -                  | -                  | -                  | -           | -           | -           | 33     | 8      |
| Totale Friburgo    | Totale Friburgo    | Totale Friburgo    | 93         | 11         |                 | 7               | 3               |                    | -                  | -                  |             | -           | -           | 100    | 14     |
| 2013-2014          | Wolfsburg          | BL                 | 24         | 1          | CG              | 3               | 0               | -                  | -                  | -                  | -           | -           | -           | 27     | 1      |
| 2014-2015          | Wolfsburg          | BL                 | 28         | 7          | CG              | 6               | 2               | UEL                | 11                 | 1                  | -           | -           | -           | 45     | 10     |
| 2015-2016          | Wolfsburg          | BL                 | 29         | 2          | CG              | 2               | 0               | UCL                | 8                  | 1                  | SG          | 1           | 0           | 40     | 3      |
| 2016-gen. 2017     | Wolfsburg          | BL                 | 16         | 2          | CG              | 2               | 0               | -                  | -                  | -                  | -           | -           | -           | 18     | 2      |
| Totale Wolfsburg   | Totale Wolfsburg   | Totale Wolfsburg   | 97         | 12         |                 | 13              | 2               |                    | 19                 | 2                  |             | 1           | 0           | 130    | 16     |
| gen.-giu. 2017     | Schalke 04         | BL                 | 16         | 2          | CG              | 2               | 1               | UEL                | 5                  | 1                  | -           | -           | -           | 23     | 4      |
| 2017-2018          | Schalke 04         | BL                 | 33         | 6          | CG              | 4               | 0               | -                  | -                  | -                  | -           | -           | -           | 37     | 6      |
| 2018-2019          | Schalke 04         | BL                 | 31         | 7          | CG              | 3               | 0               | UCL                | 6                  | 0                  | -           | -           | -           | 40     | 7      |
| 2019-2020          | Schalke 04         | BL                 | 28         | 2          | CG              | 2               | 2               | -                  | -                  | -                  | -           | -           | -           | 30     | 4      |
| Totale Schalke 04  | Totale Schalke 04  | Totale Schalke 04  | 108        | 17         |                 | 11              | 3               |                    | 11                 | 1                  |             | -           | -           | 130    | 21     |
| 2020-2021          | Augusta            | BL                 | 33         | 6          | CG              | 2               | 1               | -                  | -                  | -                  | -           | -           | -           | 35     | 7      |
| 2021-2022          | Augusta            | BL                 | 28         | 4          | CG              | 1               | 0               | -                  | -                  | -                  | -           | -           | -           | 29     | 4      |
| 2022-2023          | Augusta            | BL                 | 13         | 1          | CG              | 2               | 0               | -                  | -                  | -                  | -           | -           | -           | 15     | 1      |
| Totale Augsburg    | Totale Augsburg    | Totale Augsburg    | 74         | 11         |                 | 5               | 1               |                    | -                  | -                  |             | -           | -           | 79     | 12     |
| feb.-mag. 2024     | Villingen          | OL                 | 11         | 2          | -               | -               | -               | -                  | -                  | -                  | -           | -           | -           | 11     | 2      |
| Totale carriera    | Totale carriera    | Totale carriera    | 453        | 76         |                 | 36              | 9               |                    | 30                 | 3                  |             | 1           | 0           | 519    | 88     |

## Palmarès

### Club

#### Competizioni nazionali
- Coppa di Germania: 1

Wolfsburg: 2014-2015
- Supercoppa di Germania: 1

Wolfsburg: 2015